# ステレオガム
ステレオガム（Stereogum）は、アメリカのMP3ブログ、音楽情報ウェブサイトである。最初のMP3ブログの1つとして知られており、現在は複合的な音楽情報を扱うウェブサイトを展開している。ウェビー賞を始め、数々のブロガー賞やウェブアワードで表彰されている。

## 概要
2002年1月、アメリカでスコット・ラパタイン（Scott Lapatine）によりMP3ブログとしてスタートした。2006年、The Pilot Groupより資金供給を受け拡大を続け、2007年11月にBuzz Mediaに売却される。2008年4月には映像コンテンツを扱う姉妹サイトVideogumを設立した。現在、ステレオガムは一般的な音楽メディアと同じように、複合的な音楽情報を扱うウェブサイトとして展開している。
2016年に、Hollywood Reporter-Billboard Media Groupに買収されたが、2019年に設立者のスコット・ラパタインが買い戻し、独立メディアに復帰した。

## ベスト・リスト
ステレオガムは年間のベスト・アルバムをランキングで発表している。以前は「ガミー賞 (Gummy Award)」と称して読者投票による様々なイヤーエンド・リストを公開していたが現在は行なっていない。
ステレオガム ベスト・アルバム・オブ・ザ・イヤー
| 年     | アーティスト             | アルバム                                                 | 出典 |
| ------ | ------------------------ | -------------------------------------------------------- | ---- |
| 2007年 | レディオヘッド           | イン・レインボウズ                                       |      |
| 2008年 | フリート・フォクシーズ   | フリート・フォクシーズ/サン・ジャイアント                |      |
| 2009年 | アニマル・コレクティヴ   | メリーウェザー・ポスト・パビリオン                       |      |
| 2010年 | カニエ・ウェスト         | マイ・ビューティフル・ダーク・ツイステッド・ファンタジー |      |
| 2011年 | ガールズ                 | ファーザー、サン、ホーリー・ゴースト                     |      |
| 2012年 | フィオナ・アップル       | アイドラー・ホイール                                     |      |
| 2013年 | カニエ・ウェスト         | イーザス                                                 |      |
| 2014年 | ラン・ザ・ジュエルズ     | ラン・ザ・ジュエルズ 2                                   |      |
| 2015年 | グライムス               | アート・エンジェルズ                                     |      |
| 2016年 | ビヨンセ                 | レモネード                                               |      |
| 2017年 | ロード                   | メロドラマ                                               |      |
| 2018年 | ケイシー・マスグレイヴス | ゴールデン・アワー                                       |      |
| 2019年 | ラナ・デル・レイ         | ノーマン・ファッキング・ロックウェル!                    |      |
| 2020年 | フィオナ・アップル       | フェッチ・ザ・ボルト・カッターズ                         |      |